# Coral Buttsworth
Coral McInnes Buttsworth (ur. 1900 w Taree, Nowa Południowa Walia, Australia, zm. 20 grudnia 1985 w Hazelbrook, Nowa Południowa Walia, Australia) – australijska tenisistka, dwukrotna zwyciężczyni (1931, 1932) i finalistka (1933) wielkoszlemowych mistrzostw Australii.